# Tom Conway
Tom Conway (nacido Thomas Charles Sanders; San Petersburgo, 15 de septiembre de 1904 - Culver City, 22 de abril de 1967) fue un actor británico conocido por hacer papeles de detectives privados como Sherlock Holmes y Simon Templar, entre otros, y de psiquiatra.
Conway es conocido por su papel de "The Falcon" en The Falcon's Brother (1942), la cual protagonizó junto a su hermano George Sanders. También es conocido por su aparición en varias películas de Val Lewton.

## Primeros años
Conway nació en San Petersburgo, Rusia. Su hermano menor fue el también actor George Sanders (1906–1972). Su hermana menor, Margaret Sanders, nació en 1912. A comienzos de la Revolución rusa, la familia se mudó a Inglaterra, donde Conway fue educado en la Bedales School y en el Brighton College. Viajó a Rodesia del Norte, donde trabajó en la minería, para luego volver a Inglaterra, apareciendo en varias obras con la Manchester Repertory Company y actuando en la BBC Radio.

## Filmografía parcial

### Cine
- Sky Murder,dirigida por George B. Seitz (1940)
- The Trial of Mary Dugan, dirigida por Norman Z. McLeod (1941)
- The Bad Man, dirigida por Richard Thorpe (1941)
- Tarzan's Secret Treasure, dirigida por Richard Thorpe (1941)
- Rio Rita, dirigida por S. Sylvan Simon (1942)
- Grand Central Murder, dirigida por S. Sylvan Simon (1942)
- Mrs. Miniver, dirigida por William Wyler (1942)
- The Falcon's Brother, dirigida por Stanley Logan (1942)
- Cat People, dirigida por Jacques Tourneur (1942)
- The Falcon Strikes Back, de Edward Dmytryk (1943)
- I Walked with a Zombie, de Jacques Tourneur (1943)
- The Falcon in Danger, de William Clemens (1943)
- The Seventh Victim, de Mark Robson (1943)
- The Falcon and the Co-eds, de William Clemens (1943)
- Peter Pan (1953) Narrador
- Blood Orange (1953)

### Televisión
- Mark Saber (1951-1954)
- The 20th Century-Fox Hour (1956)
- Cheyenne (1957)
- Rawhide (1959)
- The Betty Hutton Show (1959-1960)
- Alfred Hitchcock Presents (1957-1960)
- Adventures in Paradise) (1961)
- Perry Mason (1964)